# اثار علي خان
اثار علي خان ولد 10 فبراير 1962 هو معلق كريكيت بنجلاديشي ولاعب كريكيت سابق. طوال الثمانينيات، لعب أثار دور ضارب من الدرجة المتوسطة، وكان يضرب في الغالب في المركز الرابع أو الخامس.